# Ik zoek voor mijn zuster...
Ik zoek voor mijn zuster… is een hoorspel van Siegfried Lenz. Ary van Nierop vertaalde het en de VARA zond het uit op zaterdag 8 april 1967. De regisseur was Ad Löbler. De uitzending duurde 38 minuten.

## Rolbezetting
- Paul van der Lek (de verteller)
- Dogi Rugani (Machteld Tiefenbach)
- Joke Hagelen (Karen)
- Wam Heskes (dr. Beierlein)

## Inhoud
Een man zoekt een levenspartner via een huwelijksbureau en is terechtgekomen bij een oude dame die zich opwerpt als deskundige. Menige teleurstelling is door haar toedoen al zijn deel geworden. Zij blijft echter altijd even  optimistisch en komt steeds weer met nieuwe aanbiedingen die succes garanderen. De man gelooft er niet hard meer in, maar wat kan hij anders nog doen dan maar weer een afspraak voor een ontmoeting maken met een kandidate die dan nu de gedroomde vrouw heet te zijn. Hij heeft er een soort complex van overgehouden. Hij heeft immers weinig mee. Integendeel. Zijn uitzonderlijke lengte van 1 meter 92 maakt het wel moeilijk om op “gelijk niveau” met een vrouw van normale lengte al wandelend een vertrouwelijk gesprek aan te knopen. En wat heeft hij helemaal te bieden nu hij al tweemaal gezakt is voor het onderwijzersexamen? Hij stelt bovendien nog wat eisen aan zijn toekomstige vrouw. Ten slotte is hij met zijn 29 jaren kieskeurig geworden. En helemaal moeilijk wordt het, nu dit keer niet de kandidate zelf op de afgesproken plaats verschijnt, maar als intermediaire haar attractieve, zij het bijzonder kleine zuster…